# Acidicapsa acidisoli
Acidicapsa acidisoli es una especie de  bacteria gramnegativa del género Acidicapsa. Fue descrita en el año 2017. Su etimología hace referencia a suelo ácido. Es aerobia e inmóvil. Tiene un tamaño de 0,7-1 μm de ancho por 1-1,4 μm de largo. Crece de forma individual, en parejas y a veces en cadenas. Forma colonias convexas, lisas, circulares, blancas y con márgenes enteros en agar MIS tras 10 días de incubación. Temperatura de crecimiento entre 10-35 °C, óptima de 25-30 °C. Catalasa y oxidasa positivas. Tiene un contenido de G+C de 56,9%. Se ha aislado de suelos ácidos en un bosque en las montañas Shirakami, Japón. 